# Herb Brześcia

Herb Brześcia

Herb Brześcia − jeden z symboli miasta Brześć w postaci herbu zatwierdzony 26 stycznia 1991.

## Wygląd i symbolika
Herb przedstawia na niebieskiej tarczy srebrną strzałę zwróconą grotem do góry, naciągniętą na srebrny łuk.

## Historia
od 1919 roku Brześć używał herbu przedstawiającego mur z paru wieżyczkami między zbiegiem dwóch rzek. Herb ten został zakwestionowany przez Ministerstwo Wyznań Religijnych i Oświecenia Publicznego.
Ministerstwo wzięło pod uwagę dwie postacie herbu: łuk napięty ze strzałą, oraz herb nadany w 1554 roku przez Zygmunta II Augusta, czyli wieża między zbiegiem dwóch rzek na czerwonym polu. Ze względu na wątpliwości, czy herb nadany przez króla był w rzeczywistości w użyciu, ministerstwo przychyliło się do pierwszej wersji. W 1938 roku, po przeprowadzeniu kwerendy w archiwach, znaleziono dokumenty z XVI i XVII wieku z herbem nadanym w 1554 roku. W związku z tym ministerstwo zmieniło swoje stanowisko i zgodziło się na używanie herbu nadanego przez Zygmunta Augusta. W związku z wybuchem II wojny światowej nie zdążono formalnie zatwierdzić herbu.
26 stycznia 1991 zatwierdzono nowy wzór herbu.

Herb nadany przez Zygmunta II Augusta w 1554 roku i ponownie w 1938 roku
Herb w latach 1919–1938
Alternatywny herb Brześcia